# Air Wick

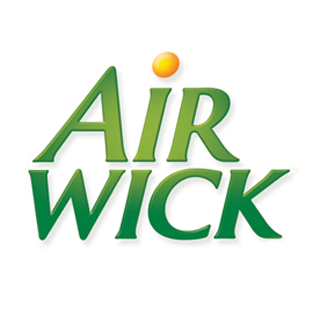
Logo

Air Wick è una linea di deodoranti per ambienti prodotto dalla Reckitt Benckiser.

## Storia
La linea Air Wick fu introdotta sul mercato statunitense nel 1943 da Guy Sherman Paschal (Washington, 1º agosto 1901 - Oneco, 28 maggio 1989) un avvocato, giornalista, inventore e imprenditore americano. Dopo un periodo di ricerca e sviluppo nel seminterrato del suo appartamento nel quartiere del Bronx, a New York, fondò nel 1940 la AirKem per distribuire prodotti per la pulizia. Nel 1943 l'azienda cominciò a vendere l'Air Wick, uno dei primi deodoranti per ambienti appositamente creati per la casa; la distribuzione, inizialmente confinata alla sola città di New York, si allargò rapidamente coprendo in breve tempo l'intero territorio americano e, nel 1953 Europa Australia e Canada.
Nel 1977 l'azienda viene comprata dalla Ciba Geigy, la quale la vendette alla Reckitt & Colman nel dicembre 1984 per 200 milioni di dollari.

## Controversie
Nel febbraio 2006 la Procter & Gamble accuso di plagio la Reckitt Benckiser, affermando che il design dell'"Air Wick Odour Stop" fosse una copia del "Air Spray" a marchio Febreze. Nel dicembre 2006, la Corte suprema del Regno Unito vietò la commercializzazione del prodotto in Europa, ma nell'ottobre 2007, la corte ribaltò la sentenza, dando ragione alla Reckitt Benckiser.

## Prodotti
La linea Air Wick distribuisce diffusori tradizionali, elettrici, automatici, candele profumate e oli.